# Hans Ferdinand Linskens
Hans Ferdinand Linskens (Lahr/Schwarzwald, 22 mei 1921 – Beek (Ubbergen), 13 augustus 2007), ook als Hansferdinand geschreven, was een Duits botanicus en geneticus. Van 1957 tot 1986 was hij hoogleraar in de plantkunde aan de Katholieke Universiteit Nijmegen. Linskens was hoofdredacteur van Theoretical and Applied Genetics (1977 tot 1987) en Sexual Plant Reproduction. Daarnaast was hij ook een invloedrijke redacteur van handboeken.
Linskens was een gekozen lid van de Deutsche Akademie der Naturforscher Leopoldina, Linnean Society of London, Koninklijke Nederlandse Akademie van Wetenschappen, en de Academie Royale des Sciences de Belgique.
- Bibliothèque nationale de France: cb12275780v (data)
- CiNii: DA00451724
- Gemeinsame Normdatei: 139347585
- International Standard Name Identifier: 0000 0001 0910 5384
- Library of Congress Control Number: n82213700
- Nationale Bibliotheek van Tsjechië: uk2007402926
- Nationale Bibliotheek van Israël: 987007452477805171
- Nederlandse Thesaurus van Auteursnamen: 06927794X
- LIBRIS: 231559
- Système universitaire de documentation: 031567770
- Virtual International Authority File: 66526639
- WorldCat: E39PBJwMGHxkgr9bBcfJXXH3cP